# Kiruruma (vattendrag i Burundi)
Kiruruma är ett vattendrag i Burundi.   Det ligger i provinsen Bujumbura Rural, i den centrala delen av landet, 24 kilometer öster om huvudstaden Bujumbura.
Omgivningarna runt Kiruruma är en mosaik av jordbruksmark och naturlig växtlighet. Runt Kiruruma är det tätbefolkat, med 266 invånare per kvadratkilometer.